# Botic van de Zandschulp
Botic van de Zandschulp (n. 4 octombrie 1995) este un tenismen profesionist neerlandez. Cea mai înaltă poziție în clasamentul ATP la simplu este locul 22 mondial, la 29 august 2022. El este actualul jucător olandez nr. 1 la simplu masculin. A câștigat un titlu ATP Challenger la simplu la Hamburg și un titlu ATP Challenger la dublu la Alphen. 
La US Open 2021 a devenit al treilea jucător din istoria US Open care ajunge în sferturile de finală ale turneului venind din calificări. El a ajuns în această etapă după ce i-a învins pe: Casper Ruud și Diego Schwartzman, înainte de a pierde în fața viitorului campion Daniil Medvedev. În ciuda faptului că a pierdut meciul, el a fost și singurul adversar al lui Medvedev care i-a luat un set în drumul său spre câștigarea turneului.